# Cebrenninus rugosus
Cebrenninus rugosus är en spindelart som beskrevs av Simon 1887. Cebrenninus rugosus ingår i släktet Cebrenninus och familjen krabbspindlar. Inga underarter finns listade i Catalogue of Life.